# Östgöta nation (Uppsala)

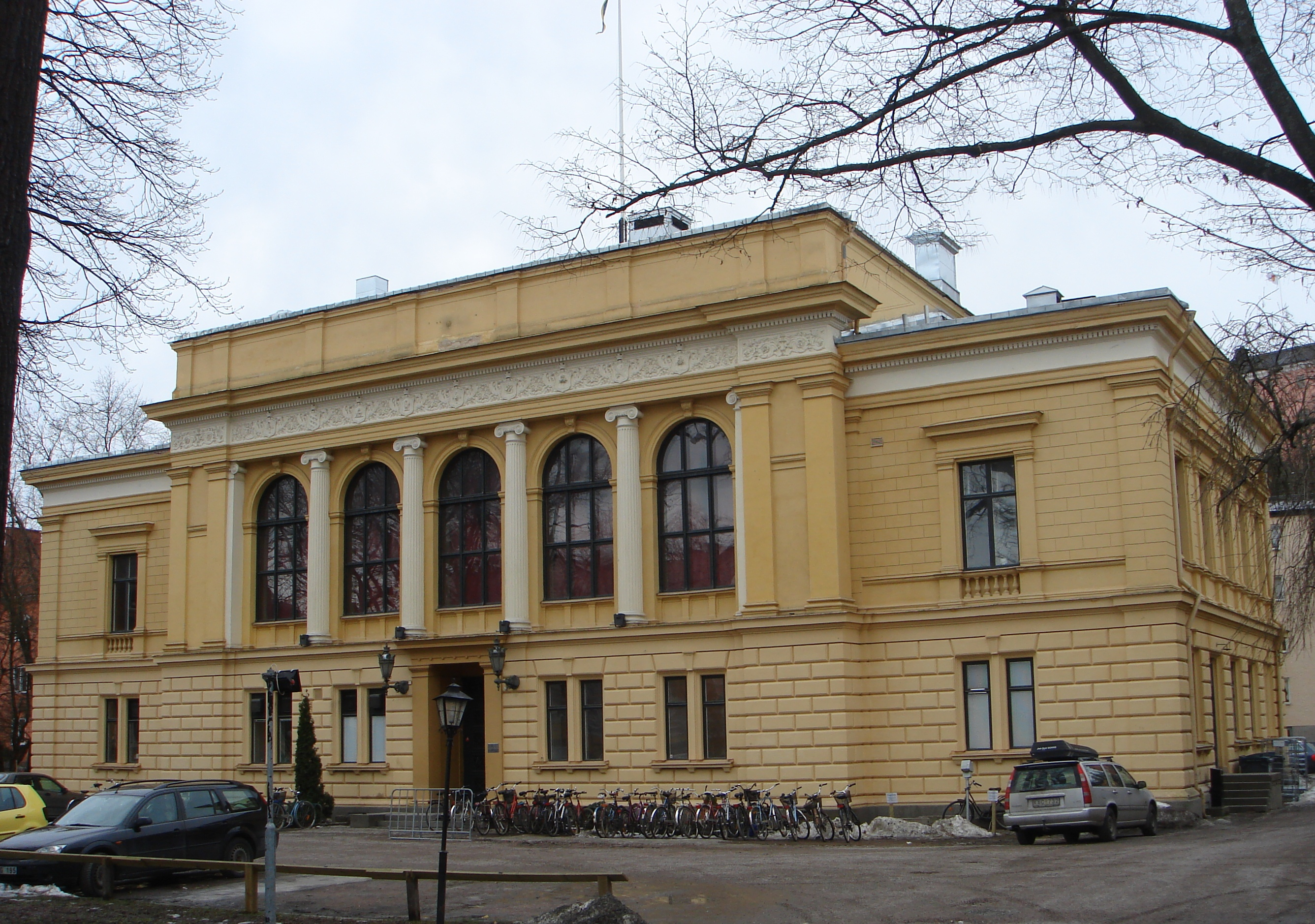
Sede della Östgöta nation

Östgöta nation (abbreviato ÖG) è una delle tredici nation dell'Università di Uppsala. Benché la nation fosse già preesistente in diverse forme, la sua costituzione è stata redatta l'8 novembre 1646, che è considerata la data ufficiale di fondazione. L'attuale sede della nation è un edificio in stile neo-rinascimentale, completato nel 1885 e ristrutturato nel 1996, ed è una delle più grandi tra le sedi delle nation di Uppsala.
La nation è di medie dimensioni, e conta circa 2600 iscritti. Tra i suoi membri vi sono stati Tage Danielsson, Jöns Jacob Berzelius e Göran Lambertz, mentre Axel Hägerström è stato Inspektor dal 1925 al 1933.